# Хейнберг, Дезире
Дезире Хейнберг (фр. Désiré нидерл. Heynberg; 27 августа 1831, Льеж — 25 марта 1898, Льеж) — бельгийский скрипач и музыкальный педагог.
Сын Жака Хейнберга (ум. 1859), руководившего духовым оркестром в Арсхоте. Окончил Льежскую консерваторию (1848), ученик Франсуа Прюма, и затем долгие годы преподавал в ней: в 1861—1882 гг. профессор скрипки, в 1882—1897 гг. профессор альта. Известный преимущественно педагогической деятельностью, Хейнберг в разное время был наставником Мартена Марсика, Овида Мюзена, Армана Парана, Гийома Реми и других заметных исполнителей. У него начинал заниматься и семилетний Эжен Изаи, однако Хейнберг в конце концов исключил его из класса за непоседливый характер. Написал четыре скрипичных концерта и ряд фантазий для своего инструмента, пользовавшихся успехом в 1870—1880-х гг.
Сын Хейнберга Эмиль (1864—1939) и внук Жорж (1901—1985) были скрипичными мастерами.